# Кнежа
Вижте пояснителната страница за други значения на Кнежа.
 Тази статия е за град в България.  За други значения вижте Кнежа (пояснение).
Кнежа̀ е град в област Плевен, Централна Северна България.  Кнежа е административен и стопански център на едноименната община Кнежа. Кнежа получава статут на град на 23 ноември 1943 г.
По данни на ГРАО населението е 10 136 души (15 март 2024).

## Произход на името
Името на селището е свързано със славянския произход на населението, което от VII век е започнало да се настанява по тези краища.
Думата Кнаж, Кнежение срещаме в много документи от ранното и по-късно Средновековие: „Тракийските жители от Одринско, които Крум пленил и преселил в Отвъддунавска България, са отбелязани и от византийските хронисти“.
По-късно – към XVI век в официалната османска документация в името на селището се забелязва промяна или по-точно една двойственост. Населението го наричало Кненз, Кназ или Кнежа, а официалната власт – Исмаил бунар. Тази промяна се обуславя от икономически, социални и политически причини. Известно е, че като награда на изтъкнати или заслужили за Османската държава военачалници – победители или администратори, централната власт им е дарявала и те наследствено са ставали господари на цели села със земята и хората (наречени тимари). Населението е обработвало земята, а феодалът е прибирал доходите. Често той е налагал на селището своето име, която практика по онова време е била широко разпространена. Действително през по-ранните векове към средата на XVII век Кнежа е била владение на такъв османски феодал – Исмаил.
В турски документ от 1548 година вместо Кнежа се явява и името Исмаил бунар. Във всички открити османски документи за историята на Кнежа се появява все същото наименование – Исмаил бунар. Явно е, че властният Исмаил наредил селището както в официалните документи, така и в практическата реч да се нарича с неговото име. И това се изпълнявало, но само по линия на официалната османска администрация и документация, защото в обикновената реч и в народната памет родолюбивото население е наричало селото си Кнежа или Кнежица, което име е устояло и просъществувало през вековете, въпреки тежката съдба на самото население.
Съществува една втора теория за произход на името Кнежа свързана със стария босненско-български владетелски род Кнежевич.
Родоначалник Стефан Дабиша-Кнежевич, придобил името „Кнежевич“ по княжеската титла на баща си княз Нинослав Босненски, чрез рода на своята съпруга е бил в роднински връзки с унгарските и полските крале и от 1392 до 1396 г. и е крал на Босна. Тримата сина на Стефан Дабиша – Владислав, Вук и Парчия са хванати в заговора против първия крал на Босна Твърдко I. Владислав и Вук са наказани със затвор, докато Парчия успява да избяга и през 1367 г. емигрира в България, където получава от цар Иван Александър наследствени земи около реката Скът. Тук той изгражда замъка Кнеже и поставя началото на фамилията Парчевич от рода Кнежевич. Според Иречек въз основа на предоставените му архиви от граф Юлиян Пеячевич замъкът Кнеже е бил построен на мястото на съвременния Кнежа. Нещо повече – въпреки преименуването му от османската администрация в Исмаил бунар, в официалната западноевропейска картография селището запазва своето първоначално име Knese, така то е отбелязано и върху фрагмент от картата Regnum Bulgariae от Йохан ван дер Бруген, отпечатана във Виена през 1737 г. Освен Кнеце върху нея е отбелязан и Чипровец (Chiprovatz) като Residentia Archiepisc.

## География

### Географско положение
Град Кнежа се намира в северозападната част на България. Отстои на 46 км западно от областния център Плевен, на 59 км североизточно от Враца, на 25 км северозападно от град Червен бряг, на 12 км източно от град Бяла Слатина и на 12 км източно е река Искър. Съседни селища са: град Искър (известен още като Пелово), село Долни Луковит, село Гостиля, село Ставерци, село Галово, село Остров, село Селановци, село Бърдарски геран, село Търнак, село Лазарово и село Бреница. Землището на Кнежа е около 170 – 180 хиляди декара и заема централната част на равнината между реките Дунав (на север), Искър (на изток) и Скът (на запад). В посока от югозапад към североизток през землището протича малка рекичка, известна с името Гостиля. Началните ѝ изворчета са в землището на село Враняк. След това тя протича през землището на село Търнак и все още като малко поточе навлиза в землището на Кнежа, където приема водите на други изворчета и поточета. Увеличила своите води, река Гостиля напуска землището на Кнежа, преминава през северната част на землището на село Долни Луковит, след това навлиза в землището на село Гостиля и се влива в река Искър южно от село Ставерци.

### Климатични особености
Районът на Кнежа в климатично отношение се отличава от този на другите селища. Той представлява един малък климатичен остров в Дунавската равнина – сурови и студени зими със силни ветрове, ветровита пролет и лято с големи горещини. Ветровете са главно североизточни и северозападни.
За Кнежа е характерна сравнително ниска средногодишна температура (10,5 °C) и голяма средногодишна температурна амплитуда (26,2 градуса). Още по-характерни са крайните стойности на измерените температури. Абсолютната максимална температура (42,7 °C) е измерена на 20.07.1945, а абсолютната минимална температура (-35 °C) – на 24 януари 1942 г.
През пролетта греенето на слънцето нараства с много бърз темп, което довежда до ускорено затопляне на времето. През лятото слънчевото греене продължава да нараства и през юли-август то достига максимума си. В резултат на това средните месечни температури бързо се повишават.
Валежите достигат първичния си максимум през юни.
През есента слънчевото греене бързо намалява. Валежите проявяват тенденция към увеличаване, като през октомври достигат вторичния си максимум.
Слънчевото греене е най-слабо и най-кратко през зимните месеци (средно около два часа на ден) като средните месечни температури са отрицателни.
От изложеното дотук проличава, че поради влиянието на локални и други фактори Кнежа в климатично отношение се очертава като „климатичен остров“ с отчетливо изразен умереноконтинентален климат с по-рязко настъпване на отделните сезони. Тук най-ярко са изразени температурните инверсии поради котловинния характер на района.

### Релеф и почви
Кнежа се намира в централната част на Дунавската равнина. Общата характеристика на релефа може да се определи като равнинен. По-голямата част от терена има надморска височина от 100 до 200 м, а само в долината на р. Искър се движи от 0 до 100 м. Абсолютната височина над морското равнище за гр. Кнежа е 62 метра. Топографската повърхност на цялата община е слабо наклонена на североизток, като равнинният и слабохълмист характер на релефа позволява много добре да се развива селското стопанство.
На територията на Кнежа са разпространени следните почвени типове:
- карбонатни черноземи – тези почви са наситени с калций и високо съдържание на фосфор;
- типични черноземи – заемат голяма част от района, добре наситени са с азот и калий, а фосфорът е в по-усвоима форма, отколкото в карбонатните черноземи;
- излужени черноземи – по-широко разпространени от карбонатните и типичните.

В последните десет години значително е намаляло използването на минерални торове и препарати за растителна защита, което е повлияло положително за естествено възстановяване на почвите. На територията на общината няма химически замърсени почви и районът е подходящ за производство на екологично чиста продукция. Няма замърсени земи с устойчиви органични замърсители (РАН, РСВ, пестициди).

### Хидрогеоложки условия
Геолого–метоложките видове почви, които изграждат терена на Кнежа, обуславят слабата водообилност на по-голямата част от проучваната територия.
Льосовидните материали, които покриват преимуществено терена, са силно водопроницаеми: коефициентът на филтрация е 2 – 2,2 метра в денонощие. Те улесняват проникването на атмосферните води до водопоемните хоризонти – пясъците и чакълите. Това е и основната причина за преминаване на водите от Белослатинската питателна система – хоризонтално и в дълбочина, които заедно с обилните води, получени при сметотечението през 1973 г., са обводнили значителна част от територията на община Кнежа.

## Население
Долната таблица показва изменението на населението на града в периода след Втората световна война (1946 – 2021):
| Кнежа | Кнежа  | Кнежа  | Кнежа  | Кнежа  | Кнежа  | Кнежа  | Кнежа  | Кнежа  | Кнежа  | Кнежа  | Кнежа  | Кнежа |
| --- | ------ | ------ | ------ | ------ | ------ | ------ | ------ | ------ | ------ | ------ | ------ | ----- |
| година | 1946   | 1956   | 1965   | 1975   | 1985   | 1992   | 2001   | 2005   | 2007   | 2009   | 2011   | 2021  |
| население | 13 035 | 13 804 | 14 049 | 14 930 | 14 597 | 13 690 | 12 658 | 11 906 | 11 571 | 11 191 | 10 500 | 9949  |
| Източници: Национален статистически институт, Citypopulation.de, Pop-stat.mashke.org и Географски институт при БАН |        |        |        |        |        |        |        |        |        |        |        |       |

В града има две цигански махали-Едната е квартал Вапцаров, намиращ се непосредствено до пътя за гр.Плевен и друга, в която живеят значителна група калдараши – така наречените ,,пазиевци" започват да се заселват при принудителното премахване на чергарството на циганите през 50-те години на XX век и в началото на XXI век наброяват към 400 души в около 50 къщи.

## История
Благоприятните климатични и почвени условия още от древни времена са привличали хората към земите на Дунавската равнина. В жестока и неспирна борба за съществуване той е минавал в люти схватки по тези места и когато ги е сварвал обезлюдени, се е застоявал по тях, а когато ги е намирал заселени от други, с насилствени или мирни средства се е стремял да остане тук.
В праисторически времена не са стихвали набезите на незнайни човешки орди, племена и народи. А в историческите епохи тук са обитавали траки и римляни. По-късно от запад дошли илирите, а през трети век пр.н.е. – и келтите. След V – VI столетие на н.е. от Искър до Тимок са населявали Седемте славянски рода.
Долината, в която са разположени селата Койнаре, Бреница и град Кнежа, е населена още през каменно-медната епоха – пето хилядолетие пр.н.е.
В района на Кнежа са известни две селища от времето на Първата българска държава (VII – X век).
Откритите в Кнежа и проучени археологически материали са богат извор на сведения за живота на хората в днешното землище на Кнежа през последните няколко хилядолетия.
По време на желязната епоха траките продължават да обитават района на град Кнежа. Сигурен свидетел за това селище обаче са тракийските надгробни могили и периферията на града. Преди доста години една от могилите, които се издигат източно от града, е разрушена. В основите на могилата е изровено тракийско погребение чрез изгаряне на трупа. Заедно с това тук е намерено и тракийско въоръжение: железен меч, върхове на копия, желязна юзда.
През 1936 г. в центъра на Кнежа са намерени много римски сребърни монети (денари) от II – III век, но са запазени едва десет от Антоний, Пий–Александър. В Кнежа е открита находка през 1934 г. от 56 сребърни и бронзови монети на римски императори от края на втори до средата на трети век. Те символизират победите на римската армия, щастието на войниците и др. Монетите са сечени в различни краища на империята, което значи, че те не са изработвани за задоволяване на локалните нужди, а са били в обращение в почти цялата Римска империя. Последните монети са сечени по времето на Деций Траян (248 – 251 г.).
Монетните находки говорят също, че обществото в съответната епоха е било класово и само богатите, императорите и сановниците са имали възможност да притежават и трупат такива съкровища, които в чести случаи са от благородни метали. Те показват също развити търговски и стоково-парични връзки и отношения между късноантичните градове и местното население. Освен това, понеже някои от монетите са открити в раннославянски селища, те са доказателство, че и след заселването на славяните по тия места монетното обращение е продължавало, но е било в по-ограничени размери.
На изборите през 1949 година, след забраната на опозицията и в разгара на колективизацията, в селото гласуват по-малко от половината избиратели. През лятото на следващата година нелегална група организира бомбен атентат срещу комунистически партиен клуб.
90-те години на XX век община Кнежа е административно част от Област Монтана – до 5 януари 1999 година когато област Враца се отделя официално като административна единица от голямата област Монтана. В същата година община Кнежа преминава в Област Враца. От 12.07.2001 г. с Указ на президента Петър Стоянов Кнежа официално преминава към Област Плевен.

## Религии
Още през I – IV век при римското владичество тук е имало селища, а от славянското присъствие са останали наименованията на някои местности като Съсека, Върбица, Сребрен и др.
В Кнежа има православен храм „Света Троица“, както и евангелска църква ОБЦ „Християни“.

## Политика
- 2023 – Илийчо Лачовски (ГЕРБ) печели местните избори на първи тур.
- 2019 – Илийчо Лачовски (ГЕРБ) печели местните избори на първи тур.
- 2015 – Илийчо Лачовски (ГЕРБ) печели местните избори на втори тур срещу Симеон Шарабански (Обединени земеделци и демократи за община Кнежа).
- 2011 – Симеон Шарабански (Обединени земеделци и демократи за община Кнежа) печели местните избори.
- 2007 – Симеон Шарабански (Обединени земеделци и демократи за община Кнежа) печели местните избори.
- 2003 – Симеон Шарабански (Обединени земеделци и демократи за община Кнежа) печели местните избори на втори тур с 55 % срещу Николай Костовски (БСП).
- 1999 – Петър Беремски (Демократична левица – Кнежа) печели местните избори на втори тур с 54 % срещу Димитър Гърков (ОДС).
- 1995 – Николай Горнишки (Предизборна коалиция БСП, БЗНС „Александър Стамболийски“, ПК „Екогласност“) печели на първи тур с 65 % срещу Иван Трендафилов (Народен съюз).

## Икономика
- „Балканкар – Г. Михайлов“ АД[10]
- „Антикороза“ АД[11]
- „Олива“ АД[12]

## Наука и образование

### Институт по царевицата
- Създаване и етапи на развитие

Началото на * Института по царевицата в гр. Кнежа е поставено през 1924 г. със заповед № 4054 от 25.10.1924 г. на Министъра на земеделието за създаване на опитно поле към практическото земеделско училище. През първите години на организация на полето се залагат и първите опити по агротехника, сортоизпитване, селекция на царевица, слънчоглед, пшеница, ечемик, овес и фасул.
През 1931 г. опитното поле прераства в Земеделска опитна станция и се разширява обемът на научните изследвания. През 1950 г. Опитната станция се преобразува в Институт по агротехника. През 1954 г. Институтът по агротехника се обединява със Станцията по животновъдство и се създава Комплексен научноизследователски институт със задача да обслужва Северозападна и централна Северна България.
От 1962 г. с реорганизация на изследователската работа в България институтът се профилира в Научноизследователски институт по царевицата, който отговаря за националната програма с тази култура и координира научноизследователската дейност в страната. Със специализирането на института се въвежда селекционна програма на българския и световен наличен генофонд, което позволява ефективно използване на световния опит по селекция, семепроизводство и агротехника на царевицата и води до създаване на серия нови хибриди признати и районирани в производството.
През 1982 г. Институтът по царевицата влиза в системата на създадената Селскостопанска академия, а от 2000 г. е постоянно научно звено в системата на Националния център за аграрни науки.
- Предмет на дейност

Създаване на хибриди царевица от всички групи на зрялост с висок генетичен потенциал на добив и качество, пригодни за отглеждане при различни условия и направления на използване.
Комплексни научни изследвания в областта на генетиката, селекцията, физиологията, биохимията и семепроизводството.
Разработване на теоретическите постановки на технологията и създаване условия за реализация на генетическия потенциал на хибридите.
Производство на предбазови, базови и сертифицирани семена царевица.
Развитие и реализация на научноизследователските програми за подобряване производството на царевица за зърно, семена и силаж.
Подготовка на докторанти и повишаване квалификацията на специалисти в областта на семепроизводството и технологията на отглеждане на царевицата.
Научно обслужване на производството на царевицата в страната.
Лекционна, консултантска дейност и лабораторно обслужване.

### Училища
- ПГМЕТ „Христо Смирненски"
- СОУ „Неофит Рилски“
- ОУ „Васил Левски“
- ОУ „Отец Паисий"
- НУ „Кнежица"
- ПГЗ „Стефан Цанов“

## Обществени институции
- Читалище „Борба“
- Български червен кръст
- Български младежки червен кръст
- РПУ – гр. Кнежа
- РС - гр. Кнежа

## Забележителности
- Зоокът „Гергана“

### Театри
В Кнежа има самодеен театър, който играе на сцената на читалището. В репертоара на театъра са постановки като „Златна Мина“, „Червената шапчица“, „Няма да платим, няма да платим“, „Снежанка и седемте джуджета“, „Предложение“, „Голямото надхитряне“, „Конски великден“, „Пумпал“, „Криворазбраната европеизация“, „Приказка от грешки“, „Хитър Петър“, „Приказка за скъсаните обувки“, „Зех тъ, Радке, зех тъ“ и др. Тези постановки са от последните 5 г. Самодейната театрална трупа е с над 60-годишна история.
Северен фестивал на любителските читалищни театри „Звезден прах“
Фестивал „Звезден прах“ се провежда ежегодно в три фестивални дни. Първото му издание е през 2008 г. като регионален фестивал за любителски градски театри по инициатива на читалище „Борба“. Днес фестивалът се осъществява от община Кнежа и читалище „Борба“ с активното съдействие на културни институти и спонсори.
Второто издание на фестивала е проведено от 25 юни до 28 юни 2009 г. в Кнежа.
Целта на фестивала е да се представи разнообразие от спектакли, жанрове и различни тенденции на съвременния любителски театър и да се насърчат срещите и културният обмен между театралните колективи и техните организации. Във връзка с основните правила на Международната аматьорска театрална организация фестивалът „Звезден прах“ не бива да бъде приеман като състезание.
Фестивалът ежегодно организира екип от официални наблюдатели, които подпомагат работата на театралите-любители чрез професионални насоки.
Броят на играните спектакли по време на фестивала се определя от организационния комитет.
Всяка група представя спектакъл, за предпочитане без антракт, експериментален или традиционен, класически или модерен, не по-дълъг от 60 минути (изключения от това правило могат да бъдат одобрявани само от организационния комитет).
Допуска се участие на състави от всички възрастови групи.
Фестивалът се провежда със съдействието на община Кнежа, Министерство на културата и БААТ – Българска асоциация на аматьорските театри.

### Музеи
Общински исторически музей – Кнежа започва да функционира официално като музейна сбирка на 11 февруари 1971 г., когато в предоставената на Читалището Кольовска къща е открита първата музейна експозиция. Това се случва под ръководството на Стефан Петров, който още през 1968 г. започва публикуване на поредица от исторически статии за миналото на града, а през 1969 г. стартира и конкретна събирателска дейност за оформяне на музейна сбирка.
През следващите години историческото богатство, съхранявано в музея, се увеличава.
През 1985 г. общината откупува сградата и започва нейното реставриране. В новия си вид, музейната сбирка е открита на 23 май 1989 г.
На 27 февруари Общински съвет – Кнежа взема решение музейната сбирка Архив на оригинала от 2019-01-06 в Wayback Machine. да бъде обособена като Общински исторически музей. Това решение е потвърдено от Министерството на културата с писмо от 16 август 2007 г.
В музея се съхраняват над 100 архивни фонда, сред които са:
- стари български, турски документи и вестници;
- материали за видни личности от Кнежа и родословието на много фамилии;
- сведения за предприятия, учреждения, организации и др.
- материали за училища, просвета, култура;
- сведения за участниците във войните от 1885, 1912 – 1913, 1915, 1941 г.
- оригинални снимки, негативи, репродукции и много други.

В архивния фонд на музея се съхраняват важни материали за:
- Аспарухов вал – едно от трите гранични и укрепителни съоръжения в северозападна България;
- кралската босненска фамилия Кнежевич, живяла през XIV век на територията на гр. Кнежа.

Експозицията е разположена в две основни зали – художествена галерия и археология и етнография.
Музеят в Кнежа организира постоянни и гостуващи изложби; участва в общинските, национални и международни празници и чествания и театрализирани възстановки на българските традиции и обичаи.
Исторически музей – Кнежа издирва и изучава културното наследство; събира, регистрира, документира и опазва културни ценности; обработва научно постъпилите във фондовете му културни ценности; осигурява юридическа и физическа защита на културните ценности; осигурява използването на културните ценности за възпитателни, образователни и научни цели.

## Редовни събития
- Празникът на града е на 23 ноември.[13]
- Редовно събитие на територията на Кнежа е традиционният панаир, който се провежда в края на месец август всяка година. Присъстват творци на изкуството и други известни личности.
- В Кнежа се провеждат 2 песенни фестивала – „Златна царевица“ и „Песен се носи над равно поле“ и един театрален – „Звезден прах“.

## Галерия
- Спортната площадка в Кнежа
- Военен Паметник в Кнежа
- Църквата в Кнежа
- Читалище „Борба“
- Поща Кнежа
- Олива АД

## Личности
- Ангел Бонов – астроном и автор на научнопопулярни книги по астрономия
- Габриел Недялков шампион по мотокрос (2020 – 2021)
- Боян Банов Русинов (1938 – 2002) – химик в Институт по царевицата – Кнежа. С голям принос в изследователската и научната дейност.
- Валентин Илиев – футболист
- Вера Вучкова (1925 – 2014) – българска и македонска актриса
- Гълъбин Боевски – Световен шампион по вдигане на тежести
- Дамян П. Дамянов, опълченец в РТВ 1877 – 1878
- проф.д-р инж. Димитър Назърски – преподавател в УАСГ
- Иван Ангелов, македоно-одрински опълченец, 1 рота на 3 солунска дружина, носител на орден „За храброст“ IV степен[14]
- Илия Вълов (1961 – 2024) – футболист
- доц. д-р Кирил Иванов Терзийски (1933 – 2017) – физик, заместник-ректор на Технически университет – Русе.
- Любен Диманов – художник
- Никола Илиев Томов – академик; Дългогодишен директор на Институт по царевицата в гр. Кнежа.
- Пенка Савова Димитрова (1939 – 2012) – дългогодишен учител в гр. Кнежа.
- Пламен Кандински – художник
- Светлин Танчев – кмет на Стара Загора
- Фердинанд Козовски – политически и военен деец
- Христо Цв. Шарабански, опълченец в РТВ 1877 – 1878
- Роксана (р. 1985) – попфолк певица и политик
- Ирфан Галовски(Ихито България)-попфолк певец и клавирист
- Кристофър Галовски(Криси Фараона)- попфолк певец и вокалист на орк. Джипси Фолк
- Беатрис Демирова – попфолк певица и бивша вокалистка на орк. Азис груп